# Zulo
Un zulo (de l'euskera zulo, 'forat') és una habitació generalment de dimensions mínimes en la qual criminals i organitzacions armades tanquen a les persones que segresten. Aquesta habitació manca de les instal·lacions bàsiques d'higiene i comoditat. Solen localitzar-se en llocs apartats o amagats.